# Fractionering (cryptografie)
Fractionering is een versleutelingmethode (cijfer) die in de cryptografie wordt toegepast. Bij fractionering worden letters of tekens in verschillende kleinere delen opgesplitst, die daarna afzonderlijk van positie worden veranderd.
In de klassieke cryptografie gebruikt men meestal een matrixtabel, waarin elke letter een horizontale en verticale waarde krijgt. Beide waarden worden nadien door andere technieken zoals transpositie verspreid.
Voorbeelden van handcijfers die fractionering gebruiken zijn Bifid, Trifid en ADFGVX. Fractionering wordt ook in de moderne cryptosystemen gebruikt. Daar worden letters en tekens in bits opgesplitst, die via een bepaald algoritme onderling worden verspreid.
Fractionering wordt meestal in combinatie met substitutie en transpositie gebruikt. Vooral de combinatie met transpositie geeft een veilige encryptiemethode.
ADFGX · Autoclave · Atbash · Baconalfabet · Bifid · Caesarcijfer · Dubbele transpositie · One-time pad · Paardensprongcijfer · Playfair · Polybiusvierkant · Rozenkruisersgeheimschrift · Scytale · Straddling checkerboard · Substitutie · Transpositie · Trifid · Vigenère